# Ungdom (film)
Ungdom är en svensk dramafilm från 1927 i regi av Ragnar Hyltén-Cavallius. 

## Om filmen
Filmen premiärvisades 22 augusti 1927 på biograf Cosmorama i Göteborg. Den spelades in i Filmstaden Råsunda med exteriörer från Fåhrenska villan på Lidingö och Södermalm i Stockholm av Axel Lindblom. Filmen har som förlaga en filmidé av Ragnar Hyltén-Cavallius.

## Rollista i urval
- Ivan Hedqvist – Aron Anderson, skeppsredare
- Märta Halldén – Agnes Anderson, hans hustru
- Brita Appelgren – Lisa Lind
- Gunnar Unger – Pontus Ponti, skulptör
- Torsten Bergström – Herman Eriksson, kubist
- Elsa de Castro – Arons älskarinna
- Einar Beyron – ingenjör
- Enrique Rivero – greve Juan di Mijtana, spansk attaché
- Axel Hultman – A. Lundqvist, konst- och antikhandlare
- Josua Bengtson – Söderman, verkmästare
- Nils Wahlbom – Andersons betjänt
- Knut Lambert – gäst på Andersons garden party
- Ragnar Arvedson – gäst på Andersons garden party
- Elis Gustafsson – gäst på Andersons garden party
- Helga Brofeldt – platssökande